# Brendan Mackay
Brendan Mackay (Calgary, 7 giugno 1997) è uno sciatore freestyle canadese, specialista dell'halfpipe.

## Biografia
Specializzato in halfpipe, Brendan Mackay ha esordito a livello internazionale il 9 dicembre 2012 in una gara di Nor-Am Cup in halfpipe a Copper Mountain, classificandosi 40⁰. L'11 gennaio successivo ha debuttato in Coppa del Mondo, arrivando 33⁰ nell'halfpipe nella stessa località statunitense. Il 14 febbraio 2020 ha ottenuto il primo podio in Coppa del Mondo classificandosi 2⁰ a Calgary. 
Nella stessa località, l'anno successivo, ha ottenuto le sue prime due vittorie nel massimo circuito. Nella medesima stagione 2021-2022 ha vinto la Coppa del Mondo di halfpipe 2022.

## Palmarès

### Mondiali
- 1 medaglia:
  - 1 oro (halfpipe a Bakuriani 2023)

### Winter X Games
- 1 medaglia:
  - 1 bronzo (superpipe ad Aspen 2020)

### Coppa del Mondo
- Vincitore della Coppa del Mondo di halfpipe nel 2022
- 11 podi:
  - 3 vittorie
  - 7 secondi posti
  - 1 terzo posto

#### Coppa del Mondo - vittorie
| Data             | Luogo    | Paese         | Disciplina |
| ---------------- | -------- | ------------- | ---------- |
| 30 dicembre 2021 | Calgary  | Canada        | HP         |
| 1⁰ gennaio 2022  | Calgary  | Canada        | HP         |
| 8 settembre 2024 | Cardrona | Nuova Zelanda | HP         |

Legenda:

HP = halfpipe